# Pokrovske, Nikopol
Pokrovske (în ucraineană Покровське) este localitatea de reședință a comunei Pokrovske din raionul Nikopol, regiunea Dnipropetrovsk, Ucraina.

## Demografie
Componența lingvistică a localității Pokrovske
     Ucraineană (93,04%)
     Rusă (6,38%)
     Alte limbi (0,11%)
Conform recensământului din 2001, majoritatea populației localității Pokrovske era vorbitoare de ucraineană (93,04%), existând în minoritate și vorbitori de rusă (6,38%).